# Isep (Majdan Zbydniowski)
Isep – część wsi Majdan Zbydniowski w Polsce położona w województwie podkarpackim, w powiecie stalowowolskim, w gminie Zaleszany.
W latach 1975–1998 Isep administracyjnie należał do województwa tarnobrzeskiego.